# Toby-Jug

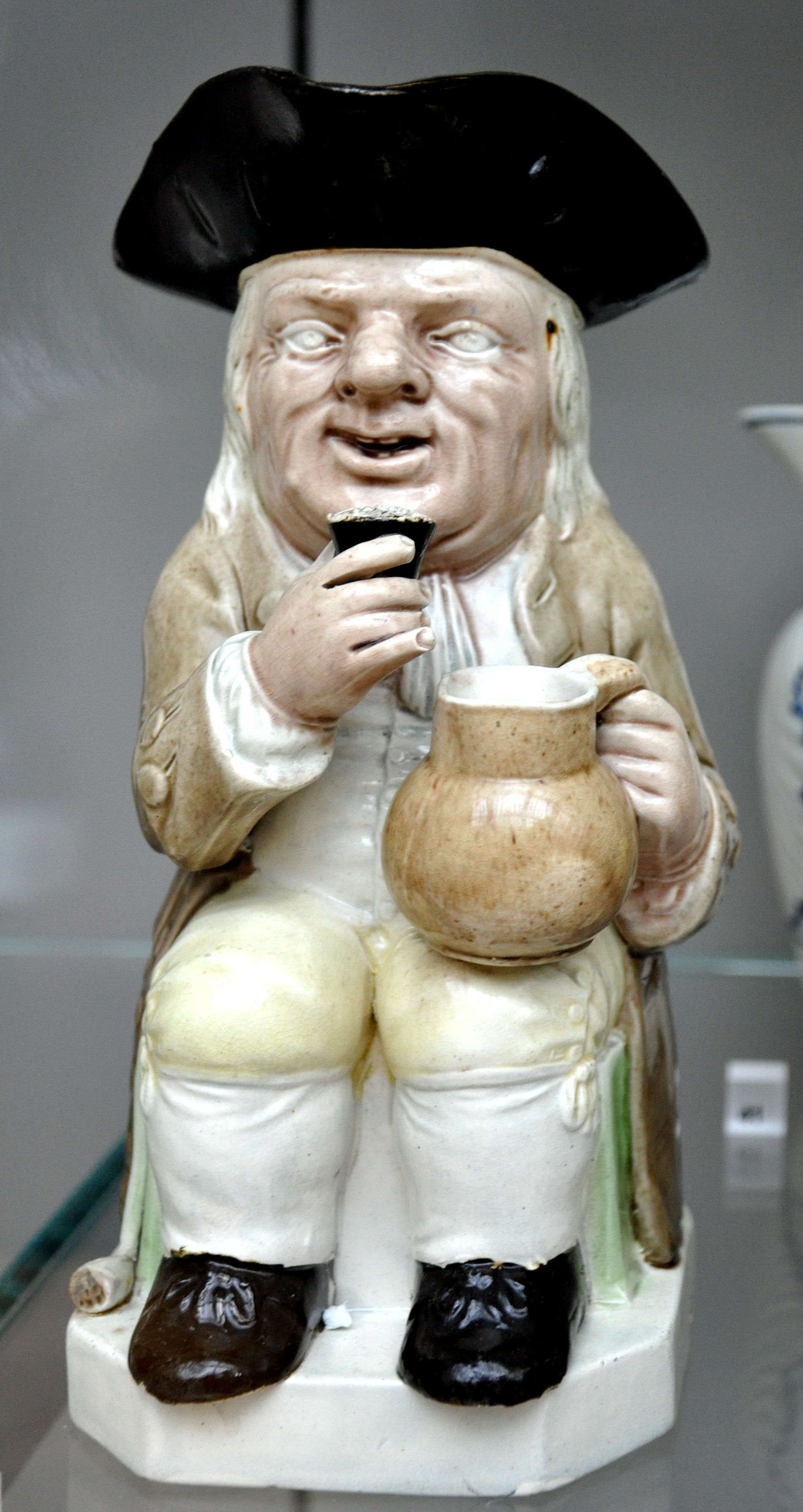
Ein Toby-Jug

Toby-Jug (deutsch Toby-Krug) ist die Bezeichnung von salzglasierten Keramikkrügen, die vorzugsweise im angelsächsischen Kulturkreis anzutreffen sind. Wahrscheinlich wurde der Toby-Jug erstmals während der 1760er Jahre in den Töpfereien der englischen Grafschaft Staffordshire hergestellt. In den britischen Pubs und Tavernen des 18. und 19. Jahrhunderts erfolgte der Ausschank von Fassbier mit Toby-Jugs.
Oben befindet sich immer eine Öffnung zum Befüllen des Krugs, die bei einigen Ausführungen mit einem Deckel verschlossen wird. An der Rückseite befindet sich ein Griff.
Der typische Toby-Jug besitzt die Gestalt eines sitzenden, karikierten Mannes in der Kleidung des 18. Jahrhunderts, mit langem Mantel und Dreispitz als Kopfbedeckung. Die vordere Spitze des Dreispitz dient dabei als Ausguss. Der Mann hält einen Bierkrug in der einen Hand und eine Pfeife in der anderen.
Seinen Namen erhielt der Toby-Jug vermutlich von der Figur des Toby Belch aus der Komödie Was ihr wollt von William Shakespeare. Dieser hatte es auf das Geld seiner Nichte abgesehen, um seine Saufgelage zu finanzieren. Zusätzlich zu diesem namengebenden Krug, wurden im 18. und frühen 19. Jahrhundert viele andere Charaktere hergestellt. So gab es Thinman, Squire, Heartly Goodfellow, Sailor, Man on Barrel, Lord Howe, Collier, Drunken Sal, Gin Woman, Snuff Taker, Jolly Miller, Nightwatchman und Martha Gunn.
Die ähnlichen Character-Jug und Character-Mug unterscheiden sich vom typischen Toby-Jug dadurch, dass hier nicht eine vollständige stehende oder sitzende Figur dargestellt wird, sondern nur der Kopf, das Gesicht oder der Kopf mit Teilen der Schulter einer fiktiven Figur oder einer karikierten bekannten Persönlichkeit. Beim Character-Mug handelt es sich nicht um einen Ausschankkrug, sondern um ein Trinkgefäß. Im allgemeinen Sprachgebrauch hat sich die Bezeichnung Toby-Jug für diese Gefäße durchgesetzt.
Toby-Jugs, Character-Jugs und Character-Mugs werden bis heute in einer Vielzahl von Motiven produziert und sind beliebte Sammelobjekte. In der amerikanischen Stadt Evanston wurde im Jahr 2005 ein Toby-Jug-Museum eingerichtet.